# Ruta de Illinois 117
La Ruta de Illinois 117, y abreviada IL 117 (en inglés: Illinois Route 117) es una carretera estatal estadounidense ubicada en el estado de Illinois. La carretera inicia en el oeste desde la I 74     en Goodfield hacia el este en la IL 17     en Toluca. La carretera tiene una longitud de 54,5 km (33.85 mi).

## Mantenimiento
Al igual que las autopistas interestatales, y las rutas federales y el resto de carreteras estatales, la Ruta de Illinois 117 es administrada y mantenida por el Departamento de Transporte de Illinois por sus siglas en inglés IDOT.